# 리원원 (역도 선수)
리원원(중국어: 李雯雯, 병음: Lǐ Wénwén, 한자음: 이문문, 2000년 3월 5일~)은 중화인민공화국의 역도 선수이다. 2020년 하계 올림픽과 2024년 하계 올림픽 여자 최중량급에서 금메달을 획득했으며 여자 선수로는 최초로 올림픽 역도 최중량급 2연속 우승을 달성했다. 또한 세계 선수권 대회 2회 우승, 아시아 선수권 대회 3회 우승을 달성했다.